# El Porvenir (Francisco Morazán)
El Porvenir (uit het Spaans: "De toekomst") is een gemeente (gemeentecode 0805) in het departement Francisco Morazán in Honduras.
El Porvenir was een dorp van de gemeente Cedros, tot het in 1964 een zelfstandige gemeente werd. De hoofdplaats ligt in de Vallei van Siria, dicht bij de berg El Mogote.

## Bevolking
De bevolking is als volgt verdeeld:
| Vrouwen | 12.379 | 54,7% |
| Mannen  | 10.232 | 45,3% |

## Dorpen
De gemeente bestaat uit acht dorpen (aldea), waarvan de grootste qua inwoneraantal: El Porvenir (code 080501) en El Guantillo (080504).